# Линдеман, Берт-Ян
Берт-Ян Линдеман (нидерл. Bert-Jan Lindeman; род. 16 июня 1989 года в Эммене, Нидерланды) — нидерландский профессиональный шоссейный велогонщик, выступающий за команду Jumbo-Visma. 
Дебютировал в профессионалах в 2009 году. Родной брат велогонщика, Адри, также занимается велоспортом.

## Достижения
2008
2-й Зёйденвелд Тур
2010
1-й Стер ван Зволле
1-й — Этап 3 Тур Жиронды
2-й Фестнингсриттет
3-й Зёйденвелд Тур
2011
1-й Зёйденвелд Тур
2012
1-й Тур Дренте
1-й  Горная классификация Этуаль де Бессеж
2-й Гран-при Синт-Никласа
3-й Чемпионат Нидерландов в групповой гонке
2014
1-й  Тур де Эна
1-й — Этап 3
1-й  Тур Бретани
1-й  Спринтерская классификация
1-й Стер ван Зволле
2-й Дварс дор Дренте
3-й Тур Дренте
2015
1-й — Этап 7 Вуэльта Испании
2-й Тур Дренте
2017
1-й  Спринтерская классификация Тур Польши

## Статистика выступлений

### Гранд-туры
| Гонка           | 2012 | 2013 | 2014 | 2015 | 2016 | 2017 | 2018 |
| --------------- | ---- | ---- | ---- | ---- | ---- | ---- | ---- |
| Джиро д'Италия  | —    | —    | —    | 95   | —    | —    | 114  |
| Тур де Франс    | —    | —    | —    | —    | 94   | —    | —    |
| Вуэльта Испании | 143  | —    | —    | 99   | —    | 110  | 136  |

| —  | Не участвовал  |
| НФ | Не финишировал |